# Kudchi
Kudchi é uma panchayat (vila) no distrito de Belgaum, no estado indiano de Karnataka.

## Demografia
Segundo o censo de 2001, Kudchi tinha uma população de 19 852 habitantes. Os indivíduos do sexo masculino constituem 52% da população e os do sexo feminino 48%. Kudchi tem uma taxa de literacia de 53%, inferior à média nacional de 59,5%: a literacia no sexo masculino é de 60% e no sexo feminino é de 46%. Em Kudchi, 16% da população está abaixo dos 6 anos de idade.